# Соляниківка
Соляникі́вка — залізничний пасажирський зупинний пункт Куп'янської дирекції Південної залізниці.
Розташований у центрі села Старовірівка Шевченківський район, Харківської області на лінії Коробочкине — Куп'янськ-Вузловий між станціями Старовірівка (2 км) та Гроза (7 км).
Станом на травень 2019 року щодоби три пари приміських електропоїздів здійснюють перевезення за маршрутом Куп'янськ-Південний — Гракове/Харків-Пасажирський.